# Give Up the Ghost (film)
Give Up the Ghost è un cortometraggio del 2019 diretto dalla regista giordana Zain Duraie. Il film, ambientato ad Amman, è stato presentato in concorso alla 76ª Mostra internazionale d'arte cinematografica di Venezia, sezione Orizzonti.

## Sinossi
Salam è una giovane casalinga il cui sogno di diventare madre si infrange quando scopre che suo marito Ammar non può avere figli. La condizione di infertilità causa un profondo disagio nella coppia, anche a causa delle pressioni che esercita la società sul valore della maternità. I genitori di Ammar, supponendo che ad essere sterile sia in realtà la nuora, informano Salam che il loro figlio ha intenzione di sposare una seconda donna.

## Produzione
Il film, secondo cortometraggio della regista, esplorando le difficoltà a cui va incontro una coppia infertile giordana intende denunciare le pressioni che la società patriarcale araba esercita sulle giovani donne e le conseguenze che ne derivano sulla loro salute mentale e familiare. La giovane regista ha affermato che la storia è ispirata da eventi reali.
Il cortometraggio è stato finanziato dal Jordan Film Fund nel 2018. Annemarie Jacir è produttrice creativa e consulente alla sceneggiatura. Dopo l'anteprima mondiale al Festival di Venezia, il film è stato selezionato in numerosi festival cinematografici europei e asiatici.

## Riconoscimenti
- 2019: Mostra internazionale d'arte cinematografica di Venezia – Candidatura al miglior cortometraggio, sezione Orizzonti
- 2019: Festival del cinema di El Gouna (Egitto) – Miglior cortometraggio arabo
- 2019: Festival del cinema arabo di Malmö – Miglior cortometraggio
- 2020: Palm Springs International Shortfest – Premio Staff Pick di Vimeo[6]